# Juan Bautista Vázquez el Mozo
Juan Bautista Vázquez el Mozo fue un escultor español, activo entre finales del siglo XVI y principios del XVII, hijo de Juan Bautista Vázquez el Viejo, miembro de la escuela sevillana de escultura.

## Biografía

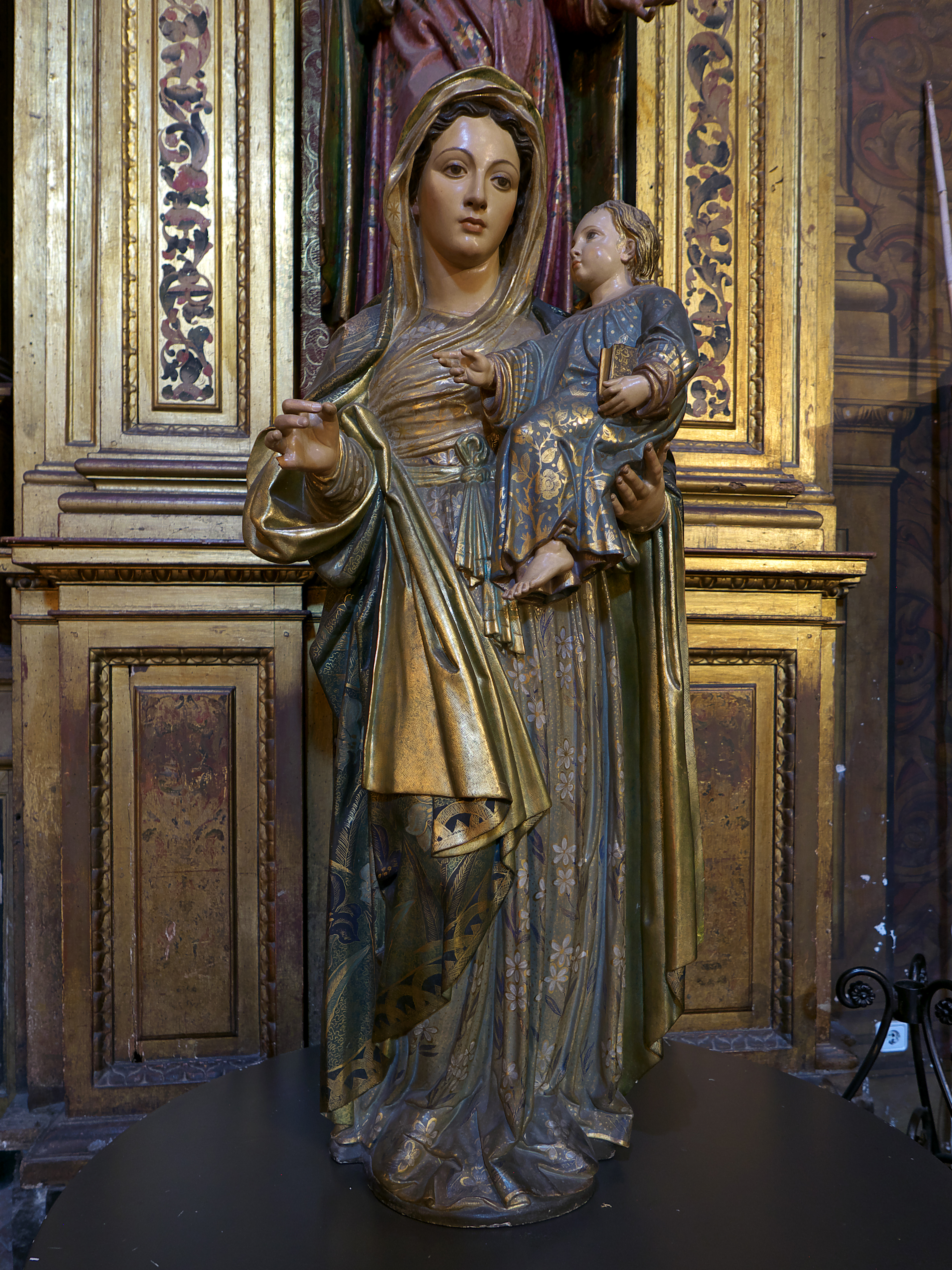
Santa Ana y la Virgen Niña, Sevilla (h. 1585)

Continuó la profesión paterna, heredando su estilo y clientela. Se formó artísticamente en el taller de su padre y con escultores como Jerónimo Hernández, con quien parece que trabajó como oficial, y con otros que también seguían el estilo de Vázquez el Viejo, iniciador junto con Isidro de Villoldo de la escuela sevillana de imaginería. Su labor en Sevilla se realiza entre 1578 y 1600. En 1610 ya había fallecido. Estuvo casado con Lucía de Chaves (1579), hermana de su madrastra Isabel de Valdés (tercera esposa de su padre). No parece muy posible identificarlo con otro Bautista Vázquez que destaca hacia 1590 en la provincia de León. Artísticamente, su personalidad y estilo son escasamente originales y también poco conocidos. La sombra del buen hacer de su padre y el momento cronológico, con predominio del manierismo, aumentan estas imprecisiones. Su producción siempre la encontramos reflejada en los documentos junto a colaboraciones y traspasos de encargos a otros artistas, quizá con mayores cualidades pero con menos «renombre». De ser ciertas las atribuciones que le hace la crítica, su estilo representa un equilibrado y contenido paso hacia el barroco, sin que el aplomo y el concepto plástico del arte de su padre pierdan el estatismo clásico por el que se enlaza con el Renacimiento por camino opuesto al del atormentado Berruguete.

## Estilo y obra
Según los documentos conocidos, en 1585 contrató, junto con Jerónimo Hernández, el retablo de la Basílica de Santa María de Arcos de la Frontera (Cádiz), encargándose él de la parte del lado de la epístola, para lo que en 1588 pactó con Diego López Bueno su colaboración en la talla y adornos arquitectónicos. En 1590 traspasó a Miguel de Adán el trabajo que quedaba por realizar. Sólo parecen de su mano, por las relaciones estilísticas con la obra de su padre, los relieves de los evangelistas San Lucas y San Marcos, en el banco del retablo. No es probable que fuera suyo el relieve de la Visitación, que Adán declaraba haber tallado. En 1585 trabajaba para la Compañía de Jesús en Sevilla, sin que esté claro en qué consistió su obra. Se le atribuye la parte más antigua del retablo de la Purísima Concepción de la Iglesia de la Anunciación, que perteneció a la citada orden, con una serie de figuritas de mártires, un San Francisco, San Roque y San Sebastián, trabajos no muy personales y en todo Sebastián del arte de su maestro. También se le atribuye la figurita de Santa Ana, la Virgen María y el Niño, muy relacionadas con el estilo de Roque Balduque. En 1589 traspasa a Juan de Oviedo el Joven la obra del retablo mayor de la parroquia de Azuaga (Badajoz), que tenía a su cargo desde un año antes. Quienes conocieron esta obra, destruida en 1936, la atribuyen a Juan de Oviedo. De los temas marianos, tan frecuentes en la producción de su padre, parece suya La Virgen con el Niño de la parroquia de Beas (Huelva).
Tradicionalmente se consideran suyas las estatuas de los santos Juanes, Jesús en la columna, y los relieves de la Anunciación, Epifanía y Circuncisión, del retablo del monasterio de San Jerónimo de Granada. El estudio comparativo con el de Santa María la Coronada de Medina Sidonia, obra de Vázquez el Viejo y el granadino Melchor de Turín, ha hecho pensar a parte de la crítica en este último artista, más que en Vázquez el Joven, como autor de la primera parte del retablo de San Jerónimo, comenzado en 1576, con la colaboración de otros artistas formados en el estilo de Vázquez el Viejo. De ser obras realizadas por Vázquez el Joven, poco encontramos en ellas relacionable con los trabajos de la iglesia de la Universidad de Sevilla, ni con otros a él atribuidos; guardan, por el contrario, interesantes relaciones de tipos, proporciones y manera de componer y hacer los relieves y figuras con el de Medina Sidonia o con el de Santa María de Arcos de la Frontera. Se presenta, pues, el arte de Vázquez el Joven rodeado de numerosas dudas y discutibles atribuciones que lo hacen importante continuador de la labor de su padre, de sereno y clásico estilo, o por el contrario en oscuro artista, de producción amanerada y poco original, siempre con la colaboración de numerosos ayudantes que le sustituyen en el trabajo, más frecuentemente que en los contratos.